# Leucadendron foedum
Leucadendron foedum är en tvåhjärtbladig växtart som beskrevs av I. Williams. Leucadendron foedum ingår i släktet Leucadendron och familjen Proteaceae. Inga underarter finns listade i Catalogue of Life.